# Groß-Gumpen

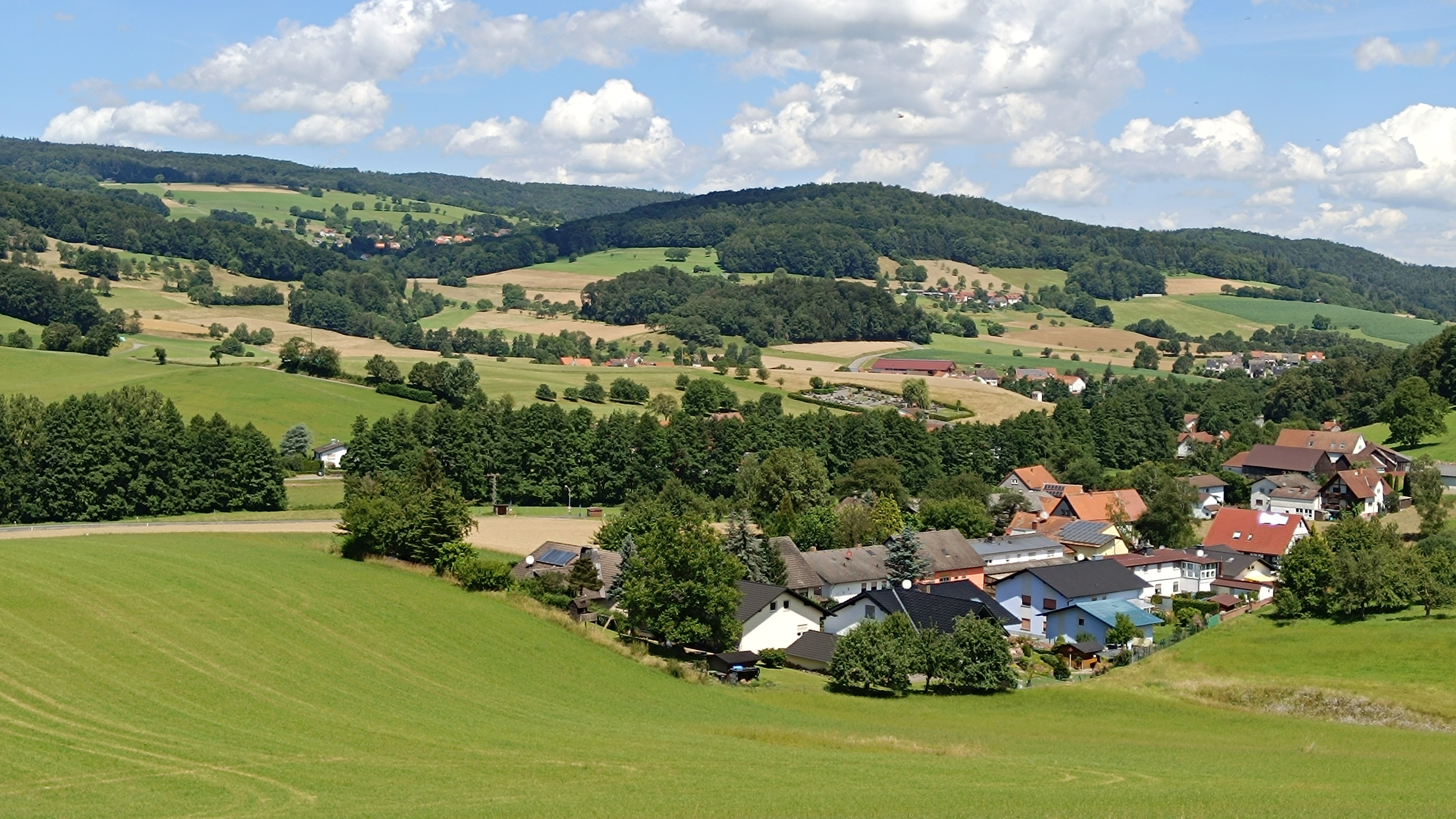
Blick auf Groß-Gumpen Richtung Klein-Gumpen (2024)

Groß-Gumpen ist ein Dorf mit eigener Gemarkung im Odenwald und bildet zusammen mit Ober-Klein-Gumpen den Ortsteil Gumpen der Gemeinde  Reichelsheim (Odenwald) im südhessischen Odenwaldkreis.

## Geographie
Groß-Gumpen liegt südwestlich des Hauptortes Reichelsheim im Vorderen Odenwald und erstreckt sich entlang der Ostseite des Mergbachs, einem Quellbach der Gersprenz, über mehr als drei Kilometer in lockerer Streusiedlung bis in die Nähe des Gumpener Kreuzes, dem Übergang vom Gersprenz- ins Weschnitztal. Die Gemarkung Groß-Gumpen reicht vom Mergbach nach Osten bis zu der das Tal begleitenden bewaldeten Hügelkette. Die Gemarkungsfläche beträgt 534 Hektar (1961), davon sind 155 Hektar bewaldet. Der höchste Punkt der Gemarkung erreicht an der Südostgrenze in der Gipfelregion des 478 Meter Hohen Stotz etwa 470 Meter. Ober-Klein-Gumpen liegt auf der anderen Seite des Mergbachs und ist mit Groß-Gumpen in der Ortslage über eine Brücke verbunden. Klein-Gumpen schließt sich bachabwärts von Ober-Klein-Gumpen als Nachbardorf an.

## Geschichte

### Ortsgeschichte
Die Namensform Gumpen ist seit 1357 belegt, die Namensform obern Gumpen seit 1456.
Groß-Gumpen gehörte zum Amt Reichenberg der Grafschaft Erbach, die mit der Mediatisierung 1806 Teil des Großherzogtums Hessen wurde. Ab 1822 gehörte Groß-Gumpen zum Landratsbezirk Erbach, ab 1852 zum Kreis Lindenfels, ab 1874 zum Kreis Erbach (ab 1939: „Landkreis Erbach“), der – mit leichten Grenzberichtigungen – seit 1972 Odenwaldkreis heißt. Nach Auflösung des Amtes Erbach 1822 nahm die erstinstanzliche Rechtsprechung für Groß-Gumpen das Landgericht Michelstadt wahr, ab 1853 das Landgericht Fürth und ab 1879 das Amtsgericht Fürth.
Hessische Gebietsreform (1970–1977)
Die Gemeinden Groß-Gumpen und Ober-Klein-Gumpen schlossen sich im Jahr 1968 zur Gemeinde Gumpen zusammen. Damals hatte der Teilort 268 Einwohner. Vier Jahre später und im Zuge der Gebietsreform in Hessen schloss sich Ende 1971 die neu geschaffene Gemeinde Gumpen freiwillig der Gemeinde Reichelsheim an. Seitdem bilden Groß-Gumpen und Ober-Klein-Gumpen gemeinsam den Ortsbezirk Gumpen mit Ortsbeirat und Ortsvorsteher nach der Hessischen Gemeindeordnung.

### Verwaltungsgeschichte im Überblick
Die folgende Liste zeigt die Staaten und Verwaltungseinheiten, denen Groß-Gumpen angehört(e):
- vor 1718: Heiliges Römisches Reich, Kondominat zwischen den Grafen von Erbach und den Herren von Gemmingen, Amt Reichenberg
- ab 1718: Heiliges Römisches Reich, Grafschaft Erbach-Erbach, Anteil an der Grafschaft Erbach/Herren von Gemmingen, Amt Reichenberg
- ab 1806: Großherzogtum Hessen,[Anm. 2] Fürstentum Starkenburg, Amt Reichenberg (Standesherrschaft Erbach/Herren von Gemmingen)
- ab 1815: Großherzogtum Hessen[Anm. 3], Provinz Starkenburg, Amt Reichenberg
- ab 1820: Großherzogtum Hessen, Provinz Starkenburg, Amt Reichenberg (Patrimonialgericht Laudenau)
- ab 1822: Deutscher Bund, Großherzogtum Hessen, Provinz Starkenburg, Landratsbezirk Erbach[Anm. 4]
- ab 1848: Großherzogtum Hessen, Regierungsbezirk Erbach
- ab 1852: Großherzogtum Hessen, Provinz Starkenburg, Kreis Lindenfels
- ab 1867: Großherzogtum Hessen, Provinz Starkenburg, Kreis Erbach
- ab 1871: Deutsches Reich, Großherzogtum Hessen, Provinz Starkenburg, Kreis Erbach
- ab 1874: Deutsches Reich, Großherzogtum Hessen, Provinz Starkenburg, Kreis Erbach
- ab 1918: Deutsches Reich (Weimarer Republik), Volksstaat Hessen, Provinz Starkenburg, Kreis Erbach
- ab 1938: Deutsches Reich, Volksstaat Hessen, Landkreis Erbach[5][Anm. 5]
- ab 1945: Amerikanische Besatzungszone,[Anm. 6] Groß-Hessen, Regierungsbezirk Darmstadt, Landkreis Erbach
- ab 1946: Amerikanische Besatzungszone, Land Hessen, Regierungsbezirk Darmstadt, Landkreis Erbach
- ab 1949: Bundesrepublik Deutschland, Land Hessen, Regierungsbezirk Darmstadt, Landkreis Erbach
- ab 1968: Bundesrepublik Deutschland, Land Hessen, Regierungsbezirk Darmstadt, Landkreis Erbach, Gemeinde Gumpen[Anm. 7]
- ab 1972: Bundesrepublik Deutschland, Land Hessen, Regierungsbezirk Darmstadt, Odenwaldkreis, Gemeinde Reichelsheim[Anm. 8]

### Einwohnerentwicklung
- 1961: 220 evangelische (= 82,71 %), 46 katholische (= 17,29 %) Einwohner[1]

| Groß-Gumpen: Einwohnerzahlen von 1829 bis 1970 | Groß-Gumpen: Einwohnerzahlen von 1829 bis 1970 | Groß-Gumpen: Einwohnerzahlen von 1829 bis 1970 | Groß-Gumpen: Einwohnerzahlen von 1829 bis 1970 | Groß-Gumpen: Einwohnerzahlen von 1829 bis 1970 |
| --- | ---------------------------------------------- | ---------------------------------------------- | ---------------------------------------------- | ---------------------------------------------- |
| Jahr |                                                |                                                |                                                | Einwohner                                      |
| 1829 | 1829                                           |                                                | 218                                            | 218                                            |
| 1834 | 1834                                           |                                                | 223                                            | 223                                            |
| 1840 | 1840                                           |                                                | 246                                            | 246                                            |
| 1846 | 1846                                           |                                                | 243                                            | 243                                            |
| 1852 | 1852                                           |                                                | 258                                            | 258                                            |
| 1858 | 1858                                           |                                                | 255                                            | 255                                            |
| 1864 | 1864                                           |                                                | 248                                            | 248                                            |
| 1871 | 1871                                           |                                                | 244                                            | 244                                            |
| 1875 | 1875                                           |                                                | 263                                            | 263                                            |
| 1885 | 1885                                           |                                                | 274                                            | 274                                            |
| 1895 | 1895                                           |                                                | 250                                            | 250                                            |
| 1905 | 1905                                           |                                                | 237                                            | 237                                            |
| 1910 | 1910                                           |                                                | 239                                            | 239                                            |
| 1925 | 1925                                           |                                                | 239                                            | 239                                            |
| 1939 | 1939                                           |                                                | 216                                            | 216                                            |
| 1946 | 1946                                           |                                                | 280                                            | 280                                            |
| 1950 | 1950                                           |                                                | 292                                            | 292                                            |
| 1956 | 1956                                           |                                                | 269                                            | 269                                            |
| 1961 | 1961                                           |                                                | 266                                            | 266                                            |
| 1967 | 1967                                           |                                                | 268                                            | 268                                            |
| 1970 | 1970                                           |                                                | 269                                            | 269                                            |
| Datenquelle: Historisches Gemeindeverzeichnis für Hessen: Die Bevölkerung der Gemeinden 1834 bis 1967. Wiesbaden: Hessisches Statistisches Landesamt, 1968. Weitere Quellen: LAGIS |                                                |                                                |                                                |                                                |

## Verkehr
Mit dem Straßennamen Kriemhildstraße führt die als Nibelungenstraße bekannte Bundesstraße 47/Bundesstraße 38 durch Groß-Gumpen und zur Kerngemeinde Reichelsheim. Auch verbindet sie den Ort über das Gumpener Kreuz mit Bensheim und Weinheim an der Bergstraße im Westen bzw. Südwesten.